# Alexandre III (roi d'Iméréthie)
Pour les articles homonymes, voir Alexandre III.
Alexandre III d'Iméréthie (en géorgien : ალექსანდრე III ; 1609–1660) est un roi d'Iméréthie de la dynastie des Bagratides ayant régné de 1639 à 1660. Son règne est marqué par la guerre du royaume d'Iméréthie de 1623-1658.

## Biographie
Alexandre III est le fils et successeur du roi Georges III d'Iméréthie.
Comme son père, il doit lutter pendant la plus grande partie de son règne contre le puissant Lévan II Dadiani, prince de Mingrélie de 1611 à 1657, qui refuse de reconnaître la suzeraineté du roi d’Iméréthie sur la Géorgie occidentale et cherche à  prendre ce trône pour lui-même. Lévan II Dadiani  poursuit ses invasions dévastatrices qui entraînent le pillage de la population et l’enlèvement d’hommes vendus ultérieurement à l’étranger comme esclaves. Lors d’un combat en 1647, il capture et aveugle le prince Mamuka (« Mathieu »), un frère du roi, qu’il fait tuer en prison 1654. Le beau-père d’Alexandre, Teimouraz Ier de Kakhétie, qui s’est réfugié en Iméréthie pour fuir la domination de la Perse séfévide dans son propre royaume, tente en vain de s’interposer.
En 1639/1640, Alexandre III envoie une ambassade en Russie auprès du tsar Alexis Ier pour négocier une alliance. En réponse, les Russes dépêchent à Koutaïssi en 1651 une ambassade qui reçoit le serment d'allégeance du roi d'Iméréthie, qui se reconnaît sujet de la Russie. L'impuissance des Russes à intervenir dans le Caucase ne produit pas de suites concrètes à ces échanges.
En 1658, après la mort de Lévan II Dadiani, Alexandre III réussit à imposer en Mingrélie, à la place du prince Lipartit III Dadiani (1658), un prince de son choix en la personne de Vameq Ier Dadiani, prince de 1658 à 1661. Deux plus tard, Alexandre III intervient de la même manière en Gourie et impose, à la place du prince Kai-Khosrov Ier Gouriéli (1627-1660), son candidat au trône, Démétrius Ier Guriéli, prince de 1660 à 1668.
Alexandre III, qui a ainsi rétabli l’autorité de l’Iméréthie sur ses principaux vassaux, meurt le 1er ou le 4 mars 1660. Il laisse comme successeur un fils illégitime, Bagrat V d'Iméréthie.

## Mariage et descendance
Alexandre III épouse :
1. en 1618 Thamar, fille de Mamia III de Gourie, dont il divorce en 1620 ;
2. en 1629, Nestan Daredjan, tuée en 1668, fille de Teimouraz Ier de Kakhétie, épouse divorcée du duc Zourab Ier d’Aragvi, et qui épouse en troisièmes noces Vakhtang Ier Tchoutchounaschvili, dont elle fait un roi d'Iméréthie.